# Maria Troncatti
Maria Troncatti   (Corteno Golgi, 16 de febrer de 1883 - Sucúa, 25 d'agost de 1969) va ser una religiosa catòlica italiana de les Germanes Salesianes de Don Bosco. Troncatti provenia d'una família d'agricultors i va entrar en aquesta congregació en 1907; va treballar com a infermera durant la Primera Guerra Mundial i va formar part de les missions a l'Equador des de 1922 fins a la seva mort en un accident aeri en 1969. Troncatti va ser beatificada a l'Equador el 24 de novembre de 2012. Serà canonitzada el 19 d'octubre de 2025.

## Biografia
Maria Troncatti va néixer a Itàlia en 1883 de pares agricultors pobres.
Durant la seva infància va assistir a classes de catecisme en la seva parròquia local i, fent cas del que li deia el seu sacerdot, va decidir esperar fins a l'edat adulta abans de sol·licitar ser admesa en les Germanes Salesianes.
Troncatti va entrar en les Germanes Salesianes de Don Bosco el 15 d'octubre de 1905 després d'haver començat el període del noviciat i després va professar els seus vots el 17 de 1908 en Nizza Monferrato. El seu pare es va desmaiar quan ella va decidir marxar al convent. Va passar aquest temps a Varazze a Ligúria. Troncatti va patir una greu infecció en 1909 i més tard va contreure febre tifoidal; el que va motivar la visita de Michele Rua, qui la va beneir. El 1915 va aprovar un curs especial d'infermeria i va utilitzar aquesta formació durant la Primera Guerra Mundial, atenent soldats malalts i ferits; també va treballar per a la Creu Roja mentre va estar destinada en Varazze.
Troncatti va ser enviada a les missions a l'Equador el 9 de novembre de 1922 per a una missió d'evangelització per la qual va treballar amb la tribu Shuar a la selva amazònica equatoriana; després d'establir-se allí, els membres de la tribu la van sobrenomenar "Mamacita". De camí a l'Equador, ella i les seves companyes religioses van agafar un tren a Marsella, a França, i van passar més de dues setmanes en un vaixell fins a Panamà; fins que van arribar a Guayaquil-l'Equador al desembre. La seva primera trobada amb els nadius va amenaçar la seva vida: la filla del cap de la tribu va resultar ferida per una bala perduda en el foc creuat entre dues tribus en guerra, i la religiosa va ser amenaçada de mort si no podia salvar a la nena. Troncatti la va operar i va salvar la vida de la nena en una acció que li va valer el respecte i l'admiració dels nadius.  També va treballar a l'Equador com a catequista i infermera. Abans de complir 85 anys, en 1968, va escriure una carta als seus familiars en Brescia i els va dir que, malgrat els seus desitjos de reunir-se amb ella, la seva edat feia difícil el viatge i no podia partir a causa de la seva missió.
Troncatti va morir el 25 d'agost de 1969 en un accident aeri a Sucúa, l'Equador. El petit avió es va estavellar poc després d'enlairar en la vora del bosc que ella mateixa havia batejat com la "pàtria del cor". En aquest avió viatjaven altres dos religiosos que van aconseguir sobreviure. Els tres es dirigien a Quito per a un recés espiritual anual.